# Anadia (Portugal)
Anadia é uma cidade portuguesa pertencente ao distrito de Aveiro com cerca de 6 000 habitantes, situando-se aproximadamente a meio caminho entre as cidades de Aveiro e Coimbra.
É sede do Município de Anadia que tem 216,649 km² de área e 27 532 habitantes (2021), subdividido em 10 freguesias. O município é limitado a norte pelo município de Águeda, a leste por Mortágua, a sul pela Mealhada, a sul e oeste por Cantanhede e a noroeste por Oliveira do Bairro.
Para fins estatísticos, o município de Anadia faz parte da Região de Aveiro (NUTS III), que por sua vez está incluída na Região Centro (NUTS II) e em Portugal Continental (NUTS I).

## História
As origens de Anadia remontam ao período romano. Registos históricos datados de por volta de 943, indicam Anadia como confinante com a Villa agrária de Arcos.
Já no final do seu reinado, em 1180, D. Afonso Henriques doou três casais de Anadia ao nobre Nuno Guterres.
Mais tarde, por volta do século XIII, os mesmos casais foram doados ao Mosteiro de Santa Cruz de Coimbra. As propriedades e casais afetos ao território que hoje corresponde a Anadia passarão, nos séculos seguintes, de mão em mão, constituindo objeto de diversas doações régias.
Assim, em 1338, D. Afonso IV doou um desses casais, correspondendo hoje a Sangalhos, ao Convento de Sta. Clara de Coimbra, para pagamento parcial de certa quantia em dinheiro que sua mãe, mais tarde a Rainha Santa Isabel, deixara de legado ao convento.
Em 1466, D. Afonso V doou a Pedro de Albuquerque outros casais de Anadia, incluídos no então chamado «Julgado de Sangalhos».
O concelho recebeu foral de couto de D. Manuel I, em 21 de agosto de 1514, sendo que, nessa altura, o concelho apenas compreendia a povoação de Anadia, uma parte da paróquia de Arcos e as suas cercanias, cingindo-se à parte agrária em torno da Vila. Em todo o caso, este foral de couto concedido por D. Manuel I teve por base um foral mais antigo, outorgado originalmente pelo Cabido do Mosteiro de Santa Cruz de Coimbra aos então moradores de Anadia, em 16 de março de 1371.
No advento do século XIX, por força do decreto de 28 de abril de 1833, a área administrativa de Anadia, incluindo o povoado da freguesia de Arcos, passou a pertencer ao Concelho de Avelãs de Cima, sob a alçada jurisdicional da Provedoria e da Diocese de Aveiro. Destarte, a vila de Anadia, assumiu o papel de Julgado, sob a alçada da Comarca de Aveiro.
Poucos anos mais tarde, em 6 de novembro de 1836, foi decretada por Passos Manuel a criação do Concelho de Anadia, tendo àquele ficado a pertencer as freguesias de Arcos, Moita, Mogofores, Avelãs de Caminho e Avelãs de Cima.
A vila de Anadia foi elevada à categoria de cidade em 9 de dezembro de 2004.

### Toponímia
De acordo com o linguista José Pedro Machado, o topónimo «Anadia» provém do étimo latino aqua nativa, que significa «fonte natural». Existe documentação histórica de 1082 que se refere à localidade sob o nome illa Nadia, que José Pedro Machado reputa como um estado evolutivo intermédio entre o étimo aqua nativa e a denominação hodierna «Anadia».
No século XIX, por erro historiográfico, atribuiu-se a possível origem do nome «Anadia» a uma corruptela de «Anadaria», isto é, a posição de anadel, o antigo nome dos capitães dos esquadrões medievais de besteiros.
Na carta de couto de Aguim, datada de 1140, consta a primeira abonação escrita conhecida da grafia definitiva e atual «Anadia».

## Freguesias

Freguesias do município de Anadia.

O município de Anadia está dividido em 10 freguesias:
- Amoreira da Gândara, Paredes do Bairro e Ancas (União das Freguesias)
- Arcos e Mogofores (União das Freguesias, sede do município)
- Avelãs de Caminho
- Avelãs de Cima
- Moita
- São Lourenço do Bairro
- Sangalhos
- Tamengos, Aguim e Óis do Bairro (União das Freguesias)
- Vila Nova de Monsarros
- Vilarinho do Bairro

## Evolução demográfica
| Número de habitantes | Número de habitantes | Número de habitantes | Número de habitantes | Número de habitantes | Número de habitantes | Número de habitantes | Número de habitantes | Número de habitantes | Número de habitantes | Número de habitantes | Número de habitantes | Número de habitantes | Número de habitantes | Número de habitantes | Número de habitantes |
| -------------------- | -------------------- | -------------------- | -------------------- | -------------------- | -------------------- | -------------------- | -------------------- | -------------------- | -------------------- | -------------------- | -------------------- | -------------------- | -------------------- | -------------------- | -------------------- |
| 1864                 | 1878                 | 1890                 | 1900                 | 1911                 | 1920                 | 1930                 | 1940                 | 1950                 | 1960                 | 1970                 | 1981                 | 1991                 | 2001                 | 2011                 | 2021                 |
| 14 413               | 15 969               | 17 697               | 17 161               | 18 962               | 20 253               | 23 245               | 25 456               | 28 552               | 29 039               | 25 795               | 29 820               | 28 899               | 31 545               | 29 150               | 27 532               |

(Número de habitantes que tinham a residência oficial neste município à data em que os censos se realizaram.)
| Número de habitantes por Grupo Etário | Número de habitantes por Grupo Etário | Número de habitantes por Grupo Etário | Número de habitantes por Grupo Etário | Número de habitantes por Grupo Etário | Número de habitantes por Grupo Etário | Número de habitantes por Grupo Etário | Número de habitantes por Grupo Etário | Número de habitantes por Grupo Etário | Número de habitantes por Grupo Etário | Número de habitantes por Grupo Etário | Número de habitantes por Grupo Etário | Número de habitantes por Grupo Etário | Número de habitantes por Grupo Etário |
| ------------------------------------- | ------------------------------------- | ------------------------------------- | ------------------------------------- | ------------------------------------- | ------------------------------------- | ------------------------------------- | ------------------------------------- | ------------------------------------- | ------------------------------------- | ------------------------------------- | ------------------------------------- | ------------------------------------- | ------------------------------------- |
|                                       | 1900                                  | 1911                                  | 1920                                  | 1930                                  | 1940                                  | 1950                                  | 1960                                  | 1970                                  | 1981                                  | 1991                                  | 2001                                  | 2011                                  | 2021                                  |
| 0-14 Anos                             | 5 634                                 | 6 198                                 | 6 946                                 | 7 664                                 | 7 932                                 | 8 386                                 | 8 478                                 | 6 780                                 | 7 484                                 | 5 511                                 | 4 599                                 | 3 739                                 | 2 961                                 |
| 15-24 Anos                            | 2 945                                 | 3 358                                 | 3 373                                 | 4 433                                 | 4 920                                 | 5 192                                 | 4 793                                 | 4 105                                 | 4 777                                 | 4 618                                 | 4 317                                 | 2 914                                 | 2 599                                 |
| 25-64 Anos                            | 7 210                                 | 7 716                                 | 8 396                                 | 9 258                                 | 10 621                                | 12 466                                | 13 260                                | 11 585                                | 13 982                                | 14 253                                | 16 563                                | 15 602                                | 13 860                                |
| > 65 Anos                             | 1 304                                 | 1 537                                 | 1 485                                 | 1 653                                 | 1 813                                 | 2 100                                 | 2 508                                 | 2 590                                 | 3 577                                 | 4 517                                 | 6 066                                 | 6 895                                 | 8 112                                 |

(Obs: De 1900 a 1950, os dados referem-se à população presente no município à data em que eles se realizaram. Daí que se registem algumas diferenças relativamente à designada população residente)

## Clima
Anadia possui um clima mediterrânico do tipo Csb, ou seja, com verões amenos. Dias com mais de 30 °C acontecem com alguma frequência, chegando a cerca de 30 por ano em média, mas os verões são secos e as noites podem ser frescas. Os invernos são amenos e chuvosos, sendo que dias abaixo de 0 °C ocorrem mais raramente, cerca de 15 por ano. As primaveras e os outonos também se caracterizam por serem, em geral, chuvosos.
| Dados climatológicos para Anadia                                    | Dados climatológicos para Anadia | Dados climatológicos para Anadia | Dados climatológicos para Anadia | Dados climatológicos para Anadia | Dados climatológicos para Anadia | Dados climatológicos para Anadia | Dados climatológicos para Anadia | Dados climatológicos para Anadia | Dados climatológicos para Anadia | Dados climatológicos para Anadia | Dados climatológicos para Anadia | Dados climatológicos para Anadia | Dados climatológicos para Anadia |
| Mês                                                                 | Jan                              | Fev                              | Mar                              | Abr                              | Mai                              | Jun                              | Jul                              | Ago                              | Set                              | Out                              | Nov                              | Dez                              | Ano                              |
| ------------------------------------------------------------------- | -------------------------------- | -------------------------------- | -------------------------------- | -------------------------------- | -------------------------------- | -------------------------------- | -------------------------------- | -------------------------------- | -------------------------------- | -------------------------------- | -------------------------------- | -------------------------------- | -------------------------------- |
| Temperatura máxima média (°C)                                       | 14,2                             | 15,5                             | 17,7                             | 18,8                             | 21,1                             | 25                               | 27,7                             | 27,9                             | 26,3                             | 22                               | 17,7                             | 15                               | 20,7                             |
| Temperatura média (°C)                                              | 9,3                              | 10,5                             | 12,1                             | 13,3                             | 15,8                             | 19,1                             | 21,3                             | 21,2                             | 19,7                             | 16,3                             | 12,5                             | 10,6                             | 15,1                             |
| Temperatura mínima média (°C)                                       | 4,3                              | 5,4                              | 6,4                              | 7,8                              | 10,4                             | 13,3                             | 14,9                             | 14,5                             | 13,3                             | 10,7                             | 7,5                              | 6,2                              | 9,6                              |
| Precipitação (mm)                                                   | 131,1                            | 125,5                            | 79,3                             | 101,2                            | 81,4                             | 40,4                             | 12,9                             | 16,3                             | 51,1                             | 109,6                            | 111,8                            | 151,2                            | 1 011,8                          |
| Fonte: Instituto Português do Mar e da Atmosfera 13 de maio de 2020 |                                  |                                  |                                  |                                  |                                  |                                  |                                  |                                  |                                  |                                  |                                  |                                  |                                  |

## Economia
Situado na Região Demarcada dos Vinhos da Bairrada, o município de Anadia está muito ligado à produção de vinho, possuindo a Estação Vitivinícola da Bairrada e o Museu do Vinho.

## Infraestruturas
Anadia dispõe de um vasto conjunto de equipamentos sociais, sobretudo na área desportiva, onde se destaca o complexo desportivo de Anadia e Velódromo Nacional — Centro de Alto Rendimento de Sangalhos. O complexo desportivo de Anadia é composto por piscinas, 3 courts de ténis, campo sintético de futebol de 7, campo sintético de futebol de 11, e um multi-desportivo onde já se realizou a final da taça de Portugal de basquetebol. Dispõe, também, de uma biblioteca e Cine-Teatro.

## Presidentes da Câmara Municipal de Anadia
- Manoel Joze da Silva Freitas, 5 de Abril de 1837.
- Fernando Affonso Geraldes de Mello Sampaio Pereira, e Vice-Presidente Antonio Dias Teixeira Tigre, tomou posse em 7 de Janeiro de 1838.
- Joaquim Pinto Ferreira e Vasconcellos, e Vice-presidente Joaquim Fermino de Seabra e Souza, tomou posse em 1 de Janeiro de 1839.
- Antonio Dias Teixeira Tigre, vice-presidente Antonio Pedro Teixeira, tomou posse em 1 de janeiro de 1840.
- Alexandre Ferreira de Seabra, vice-presidente Agostinho Rodrigues Soares Cancella, tomou posse em 31 de janeiro de 1841.
- Joaquim Duarte Lopes, e vice-presidente Martins de Almeida, tomou posse em 3 de Abril de 1842.
- Joaquim Henriques de Almeida Rangel, vice-presidente Julio Rangel de Quadros, tomou posse em 4 de Janeiro 1843.
- Francisco de Mariz Coelho, tomou posse em 2 de Janeiro 1845.
- João Martins, tomou posse em 26 de Agosto de 1845.
- Alexandre Ferreira Seabra, tomou posse em 3 de Outubro de 1846.
- Antonio José de São Paio, tomou posse em 14 de Março de 1847.
- Agostinho Rodrigues Soares Cancella, tomou posse em 17 de Outubro de 1847.
- Alexandre Ferreira de Seabra, tomou posse em 2 de Janeiro de 1850.
- Agostinho Rodrigues Soares Cancella, tomou posse em 2 de janeiro de 1852.
- Antonio Teixeira Lebre de Vasconcellos, vice-presidente Cipriano Simões Alegre, tomou posse em 3 de Junho de 1854.
- Alexandre Ferreira Seabra, vice-presidente Cypriano Simões Alegre, tomou posse em 2 de Janeiro de 1858.
- Agostinho Rodrigues Soares Cancella, vice presidente Manoel Martins de Almeida, tomou posse em 2 de Janeiro de 1860.
- Joze Caetano Rebello, vice-presidente Antonio Henriques de Almeida Rangel, tomou posse em 2 de Janeiro de 1862.
- Francisco Augusto Furtado de Mesquita Paiva Pinto, vice-presidente Alexandre Ferreira de Seabra, tomou posse em 2 de Janeiro de 1864.
- Agostinho Rodrigues Soares Cancella, vice-presidente Antonio Alves Cerveira, tomou posse em 2 de janeiro de 1866.
- Conde da Gracioza (Fernado Afonso Giraldes), vice-presidente Jose Rodrigues Cerveira, tomou posse em 22 de Fevereiro de 1868.
- Conde da Gracioza (Fernado Afonso Giraldes), vice-presidente Alexandre Ferreira Seabra, tomou posse em 8 de Janeiro de 1870.
- Agostinho Rodrigues Soares Cancella, vice-presidente José Lino Ferreira, tomou posse em 2 de Janeiro de 1872.
- Conde da Gracioza (Fernado Afonso Giraldes), vice-presidente Alexandre Ferreira Seabra, tomou posse em 2 de Janeiro de 1874.
- Alexandre Ferreira Seabra, vice-presidente Jose Ferreira de Portela Junior, tomou posse em 2 de Janeiro de 1878.
- Visconde de Foz d'Arouce (Francisco Furtado de Mesquita Paiva Pinto), vice-presidente Lino José Ferreira, tomou posse em 17 de Outubro de 1878.
- Visconde de Foz d'Arouce, vice-presidente Francisco Joaquim Coelho, tomou posse em 2 de janeiro de 1880.
- José de Sampaio, vice-presidente Francisco Joaquim Coelho, tomou posse em 2 de Janeiro de 1882.
- Conde da Graciosa, vice-presidente Justino de Sampaio Alegre, tomou posse em 2 de Janeiro de 1884.
- Conde da Graciosa, vice-presidente José Ferreira Portella, tomou posse em 2 de Janeiro de 1886.
- Alexandre Ferreira Seabra, vice-presidente Antonio Calheiros Pitta de Mascarenhas, tomou posse em 2 de Janeiro de 1887.
- Manuel Joaquim Pires, 1935–1937, Presidente de Comissão Administrativa.
- Luciano Correia, 1937–1937.
- Luciano Correia, 1937–1949.
- Manuel de Oliveira Silvestre, 1949–1951.
- Arnaldo da Conceição Quina Domingues, 1952–1953.
- Joaquim José Bento Lopes, 1953–1963.
- Adelino Ferreira da Silva, 1963–1974.
- José Rodrigues Pereira Rosmaninho, 1974–1976, Presidente de Comissão Administrativa.
- Sílvio Henriques Cerveira, 1976–1997.
- Litério Augusto Marques, 1997–2013.
- Maria Teresa Belém Correia Cardoso, 2013–presente.

## Resultados eleitorais

### Eleições autárquicas[20]
| Data | %       | V       | %      | V      | %     | V     | %            | V            | %              | V   | %              | V  | %    | V  | Participação   |                |
| Data | PPD/PSD | PPD/PSD | CDS-PP | CDS-PP | PS    | PS    | FEPU/APU/CDU | FEPU/APU/CDU | GCE            | GCE | CH             | CH | IL   | IL | Participação   |                |
| ---- | ------- | ------- | ------ | ------ | ----- | ----- | ------------ | ------------ | -------------- | --- | -------------- | -- | ---- | -- | -------------- | -------------- |
| Data | 1976    | 45,23   | 4      | 26,60  | 2     | 21,94 | 1            | 2,99         | —              |     |                |    |      |    |                | 65,89 / 100,00 |
| 1979 | 57,97   | 5       | 19,98  | 1      | 14,43 | 1     | 4,86         | —            | 70,79 / 100,00 |     |                |    |      |    |                |                |
| 1982 | 52,52   | 5       | 20,69  | 1      | 18,10 | 1     | 3,99         | —            | 66,45 / 100,00 |     |                |    |      |    |                |                |
| 1985 | 61,46   | 5       | 18,27  | 1      | 12,96 | 1     | 3,80         | —            | 58,97 / 100,00 |     |                |    |      |    |                |                |
| 1989 | 49,18   | 4       | 12,46  | 1      | 32,41 | 2     | 1,87         | —            | 64,13 / 100,00 |     |                |    |      |    |                |                |
| 1993 | 50,88   | 4       | 14,72  | 1      | 28,34 | 2     | 1,72         | —            | 67,12 / 100,00 |     |                |    |      |    |                |                |
| 1997 | 52,14   | 4       | 11,62  | 1      | 29,57 | 2     | 1,81         | —            | 61,72 / 100,00 |     |                |    |      |    |                |                |
| 2001 | 59,61   | 5       | 9,70   | —      | 22,70 | 2     | 2,80         | —            | 58,83 / 100,00 |     |                |    |      |    |                |                |
| 2005 | 61,40   | 5       | 4,43   | —      | 25,17 | 2     | 3,99         | —            | 59,43 / 100,00 |     |                |    |      |    |                |                |
| 2009 | 57,02   | 5       | 9,32   | —      | 25,14 | 2     | 4,84         | —            | 57,39 / 100,00 |     |                |    |      |    |                |                |
| 2013 | 31,48   | 3       | 3,61   | —      | 13,82 | 1     | 3,09         | —            | 41,42          | 3   | 54,16 / 100,00 |    |      |    |                |                |
| 2017 | 28,56   | 2       | 4,64   | —      | (a)   | (a)   | 4,45         | —            | 56,36          | 5   | 55,24 / 100,00 |    |      |    |                |                |
| 2021 | 27,16   | 2       | (b)    | (b)    | 13,28 | 1     | 5,31         | —            | 45,34          | 4   | 2,42           | —  | 1,71 | —  | 52,71 / 100,00 |                |

(a) O PS apoiou a lista independente "Movimento Independente Anadia Primeiro"
(b) O CDS apoiou a lista independente "Movimento Independente Anadia Primeiro"

### Eleições legislativas
| Data | %     | %     | %     | %    | %     | %     | %        | %     | %     | %    | %     | %     | %       | % | %  | %  |
| Data | PSD   | PS    | CDS   | PCP  | UDP   | AD    | APU/ CDU | FRS   | PRD   | PSN  | B.E.  | PAN   | PSD CDS | L | IL | CH |
| ---- | ----- | ----- | ----- | ---- | ----- | ----- | -------- | ----- | ----- | ---- | ----- | ----- | ------- | - | -- | -- |
| 1976 | 42,92 | 24,31 | 23,63 | 1,95 | 0,34  |       |          |       |       |      |       |       |         |   |    |    |
| 1979 | AD    | 23,23 | AD    | APU  | 0,74  | 65,65 | 4,37     |       |       |      |       |       |         |   |    |    |
| 1980 | AD    | FRS   | AD    | APU  | 0,49  | 67,60 | 4,18     | 21,39 |       |      |       |       |         |   |    |    |
| 1983 | 43,64 | 29,58 | 17,51 | APU  | 0,37  |       | 3,87     |       |       |      |       |       |         |   |    |    |
| 1985 | 46,99 | 20,65 | 15,34 | APU  | 0,61  | 3,89  | 7,32     |       |       |      |       |       |         |   |    |    |
| 1987 | 67,08 | 18,59 | 6,44  | CDU  | 0,22  | 2,38  | 1,13     |       |       |      |       |       |         |   |    |    |
| 1991 | 65,53 | 22,29 | 6,30  | CDU  |       | 1,53  | 0,26     | 0,91  |       |      |       |       |         |   |    |    |
| 1995 | 48,47 | 33,04 | 13,04 | CDU  | 0,21  | 1,76  |          | 0,15  |       |      |       |       |         |   |    |    |
| 1999 | 45,34 | 34,07 | 13,63 | CDU  |       | 2,23  | 0,17     | 1,16  |       |      |       |       |         |   |    |    |
| 2002 | 55,21 | 26,68 | 11,74 | CDU  | 1,60  |       | 1,62     |       |       |      |       |       |         |   |    |    |
| 2005 | 45,65 | 32,21 | 10,73 | CDU  | 2,22  | 4,13  |          |       |       |      |       |       |         |   |    |    |
| 2009 | 43,99 | 26,26 | 12,94 | CDU  | 3,34  | 7,36  |          |       |       |      |       |       |         |   |    |    |
| 2011 | 53,43 | 19,35 | 12,42 | CDU  | 2,99  | 3,95  | 0,67     |       |       |      |       |       |         |   |    |    |
| 2015 | CDS   | 22,23 | PSD   | CDU  | 3,21  | 6,90  | 0,70     | 57,68 | 0,31  |      |       |       |         |   |    |    |
| 2019 | 40,96 | 28,65 | 5,69  | CDU  | 2,49  | 7,63  | 2,52     |       | 0,61  | 1,07 | 1,05  |       |         |   |    |    |
| 2022 | 41,47 | 33,25 | 2,73  | CDU  | 1,40  | 3,84  | 1,19     | 0,68  | 4,65  | 6,73 |       |       |         |   |    |    |
| 2024 | AD    | 22,72 | AD    | CDU  | 40,97 | 1,28  | 3,16     | 1,53  | 1,87  | 4,47 | 17,72 |       |         |   |    |    |
| 2025 | CDS   | 17,89 | PSD   | CDU  |       | 1,02  | 1,19     | 1,08  | 45,27 | 2,27 | 4,92  | 20,40 |         |   |    |    |

## Centros educativos em Anadia[24]
Agrupamento de Escolas de Anadia
Este agrupamento integra várias instituições de ensino, desde a educação pré-escolar até ao ensino secundário. As principais escolas que o compõem são:
- Escola Básica e Secundária de Anadia: Oferece ensino básico (2.º e 3.º ciclos) e ensino secundário. Localizada na Rua Alma das Domingas, Anadia.
- Centro Escolar de Arcos: Inclui 12 salas para o 1.º ciclo, 3 salas de pré-escolar, biblioteca, pavilhão e refeitório. Situado na Rua das Sobreiras, Arcos.
- Centro Escolar de Avelãs de Cima: Dispõe de 7 salas para o 1.º ciclo, 5 salas de pré-escolar, sala de informática, biblioteca e refeitório. Localizado na Rua das Palmeiras - Cêrca, Avelãs de Cima.
- Centro Escolar de Paredes do Bairro: Compreende 5 salas para o 1.º ciclo, 3 salas de pré-escolar, biblioteca e refeitório. Situado na Rua da Confraria, Paredes do Bairro.
- Centro Escolar de Sangalhos: Possui 8 salas para o 1.º ciclo, 3 salas de pré-escolar, sala de informática, biblioteca e refeitório. Localizado na Rua Ivo Neves, Sangalhos.
- Centro Escolar de Tamengos: Inclui salas para o 1.º ciclo e pré-escolar, biblioteca e refeitório. Situado na Rua das Palmeiras, Tamengos.
- Escola Básica do 1.º Ciclo de Mogofores: Inaugurada em setembro de 2020, acolhe duas turmas do 1.º ciclo.
- Escola Básica do 1.º Ciclo da Poutena: Escola reconstruída que acolhe duas turmas do 1.º ciclo, com dois recreios e espaço polivalente.
- Jardim de Infância da Poutena: Em funcionamento desde 1981, desenvolve a sua atividade num espaço cedido pelo Centro Cultural e Recreativo de Poutena.
- Jardim de Infância de Mata da Curia: Jardim de infância com uma sala, refeitório e recreio, proporcionando um ambiente acolhedor para as crianças.

Estabelecimentos de Ensino Privado
- Colégio Nossa Senhora da Assunção: Instituição de ensino privado localizada na Rua São José de Cluny, Famalicão - Anadia.

## Pessoas ilustres ligadas ao município de Anadia
- Rui Pereira de Miranda, século XV, alegado filho de D. João III. Senhor de Ílhavo, Verdemilho, Carvalhais, Ferreiros e Avelãs de Cima, casou com D. Catarina de Ataíde, a Natércia do poeta Luís Vaz de Camões.
- Francisco Pereira de Miranda, século XV, filho de Rui Pereira de Miranda, Embaixador em Roma, e militar na batalha de Alcácer Quibir, onde ficou cativo. Viveu na Casa da Graciosa (primitiva). Jaz sepultado na Igreja da Moita.
- Padre Sebastião Pereira de Miranda, século XVI, nasceu em Avelãs de Cima. Foi Capelão da Casa Real, e depois Pároco de Avelãs de Cima até 1742. Promoveu um grande restauro da Igreja de São Pedro, em Avelãs de Cima.
- Aires de Sá e Melo nasceu em 1690 e faleceu em 1786. Diplomata, Secretário de Estado dos Negócios Estrangeiros e da Guerra e, depois, Primeiro-Ministro. Foi pai de João Rodrigues de Sá e Melo, 1º Visconde de Anadia e 1° Conde de Anadia.
- Frei Lourenço de Santa Maria nasceu em 1704 na Casa da Graciosa (primitiva). Formou-se em Coimbra, entrou no Seminário Francisco do Varatojo e foi grande pregador. Foi nomeado Arcebispo de Goa e Primaz do Oriente por D. João V. Mais tarde, tornou-se Arcebispo Bispo do Algarve. Foi um grande opositor à política regalista do Marquês de Pombal.
- João Rodrigues de Sá e Melo nasceu em Aveiro a 11 de novembro de 1755, e faleceu no Rio de Janeiro em 30 de dezembro de 1809. Foi Diplomata, Secretário de Estado e Secretário de Estado da Marinha e Domínios Ultramarinos. Proprietário em Anadia, recebeu o título de 1º Visconde de Anadia e 1° Conde de Anadia.
- António Xavier Machado e Cerveira nasceu em Tamengos em 1 de setembro de 1756, e faleceu em Caxias em 14 de setembro de 1828. Foi um famoso construtor de órgãos de tubos, sendo considerado um dos mais notáveis organeiros portugueses do período Barroco.
- António Luís de Seabra, 1.° Visconde de Seabra, nasceu num barco a caminho do Brasil em 2 de dezembro de 1798, e faleceu em Anadia a 19 de janeiro de 1895. Foi Jurisconsulto e Magistrado Judicial, Ministro de Estado, Deputado, Par do Reino e Autor do 1º Código Civil.
- António Feliciano de Castilho, 1.º Visconde de Castilho, nasceu em Lisboa em 28 de janeiro de 1800, e faleceu em Lisboa em 18 de junho de 1875. Escritor romântico, polemista e pedagogo, e inventor do Método Castilho de leitura. A sua família paterna era de Aguim, onde esteve inúmeras vezes.
- Fernando Afonso Geraldes de Melo de Sampaio Pereira, 1.º Visconde da Graciosa, 1.° Conde da Graciosa e 1.° Marquês da Graciosa.
- Alexandre Ferreira de Seabra nasceu em Anadia em 12 de março de 1818, e faleceu em Anadia em 1891. Foi Jurisconsulto e Advogado, Presidente da Câmara Municipal de Anadia e autor do primeiro Código de Processo Civil que vigorou em Portugal.
- José Luciano de Castro Pereira Corte-Real nasceu em Oliveirinha, Aveiro, em 14 de dezembro de 1834, e faleceu em Anadia em 9 de março de 1914. Foi advogado, jornalista e político fundador do Partido Progressista, ao qual presidiu a partir 1885. Deputado, Ministro e Presidente do Conselho de Ministros em diversas ocasiões, Par do Reino e Conselheiro de Estado.
- Albano Tavares Coutinho
- Mário Ferreira Duarte nasceu em Anadia em 7 de abril de 1869, e faleceu em 9 de dezembro de 1939. Desportista de várias modalidades, alcançou numerosas e honrosas classificações em provas de natação, remo, hipismo, tiro, ciclismo, ténis, entre outras modalidades.
- Fausto Sampaio nasceu em Alféloas em 4 de abril de 1893, e faleceu em 1956. Pintor impressionista e paisagista português.
- Mário de Faria e Melo Ferreira Duarte, conhecido como Mário Duarte, nasceu em Esgueira em 25 de dezembro de 1900, e faleceu em Lisboa em 24 de maio de 1982. Diplomata de carreira e futebolista famoso, Sócio Fundador do Clube de Futebol Os Belenenses, foi um dos promotores da introdução do futebol em Portugal.
- Afonso Rodrigues Queiró nasceu em Tamengos em 9 de julho de 1914, e faleceu em Coimbra em 25 de dezembro de 1995. Professor Universitário, Advogado, Publicista, Político, Jurisconsulto.
- Manuel Ferreira Portela,
- Manuel Rodrigues Lapa nasceu em Anadia em 22 de abril de 1897, e faleceu em 28 de março de 1989. Filólogo, Professor Catedrático da Universidade de Lisboa.
- José Rodrigues Pereira Rosmaninho
- Joaquim Rodrigues de Almeida
- Manuel Ribeiro nasceu em 15 de dezembro de 1879, e faleceu em Anadia a 21 de março de 1936. Soldado do Exército nas campanhas do Bailundo, recebeu o Grau de Cavaleiro da Torre e Espada de Valor, Lealdade e Mérito.
- Abel de Matos Abreu nasceu na Pala, em Mortágua, em 4 de junho de 1849, e faleceu em Lisboa em 29 de outubro de 1931. Magistrado judicial, foi colocado em Anadia, onde casou e viveu. Foi deputado às Cortes, Governador Civil do Distrito de Viseu e Juiz Conselheiro do Supremo Tribunal de Justiça.
- Augusto Cancela de Abreu nasceu em Arcos em 14 de agosto de 1895, e faleceu em Lisboa em 6 de abril de 1965. Foi Ministro das Obras Públicas e Comunicações (1944 a 1947), Ministro do Interior (1947 a 1950) e presidente da Comissão Executiva da União Nacional (1957 a 1961).
- Alexandre de Almeida nasceu na Lameira de S. Pedro, Luso, em 5 de janeiro de 1885, e faleceu em 21 de julho de 1972. Grande empreendedor e empresário da indústria hoteleira, a quem se deve a criação do Palace Hotel da Curia.
- D. Manuel de Almeida Trindade nasceu em Monsanto em 1 de abril de 1918, e faleceu em Coimbra em 5 de agosto de 2008. Muito novo veio com os pais viver para Famalicão, Anadia. Foi Bispo de Aveiro.
- Francisco Cardoso Pereira, Advogado e Provedor da Misericórdia.
- Maria da Conceição Tavares, nasceu em Anadia em 24 de abril de 1930, e faleceu em Nova Friburgo (Brasil) em 8 de junho de 2024[25]. Economista, matemática e escritora portuguesa naturalizada brasileira. Uma das mais importantes economistas latino-americanas do século XX, trabalhou na elaboração do Plano de Metas de Juscelino Kubitschek, da construção da CEPAL. Foi professora-titular da Universidade Estadual de Campinas e professora-emérita da Universidade Federal do Rio de Janeiro.
- José Albano Cid Ferreira Tavares (José Cid) nasceu na Chamusca em 4 de fevereiro de 1942. Cantor, compositor, músico instrumentista e produtor musical português. Vive em Mogofores, terra da sua família paterna.
- António José Conceição Oliveira (Toni) nasceu em Mogofores em 14 de outubro de 1946. Jogador e treinador de futebol.
- Manuel Firmino da Costa nasceu na freguesia de Sangalhos em 1887, e morreu no concelho de Odemira, em 1929. Foi médico municipal em Odemira, tendo-se destacado pelos seus esforços pelo desenvolvimento social e económico no concelho, e pela promoção dos ideais republicanos na região do Alentejo.[26]

## Património
- Pelourinho de São Lourenço do Bairro
- Palácio da Graciosa (ou Paço da Graciosa)
- Palácio Foz de Arouce, Famalicão
- Igreja Matriz de Arcos
- Igreja Matriz da Moita
- Casa de Carvalhais, Moita
- Igreja de São Pedro, Avelãs de Cima
- Igreja Matriz de Sangalhos
- Santuário Maria Auxiliadora, Mogofores
- Casa da Quinta do Tanque ou Casa dos Cerveiras, e o grupo escultórico de São Cosme e São Damião na capela anexa, Aguim
- Capela de Nossa Senhora das Neves e Fontanário, Avelãs de Cima
- Capela de Nossa Senhora da Piedade (no interior da Igreja Paroquial de Nossa Senhora da Conceição), Mogofores
- Paço de Óis ou Casa de Montalvão ou Solar dos Calheiros, Óis do Bairro
- Casa de António Seabra ou Casa da Quinta de São João ou Casa da Quinta da Lavoura de São João e o jardim, São João da Azenha
- Capela de Nossa Senhora das Lezírias, São Lourenço do Bairro
- Conjunto do Palace Hotel da Curia, Challet Navega, Capela da Senhora do Livramento, Piscina Paraíso, garagem e Jardins

## Títulos nobiliárquicos do município de Anadia
- Conde de Anadia
- Marquês da Graciosa, Famalicão
- Conde de Foz de Arouce; embora a povoação de Foz de Arouce seja no concelho da Lousã, os Condes de Foz de Arouce sempre habitaram em Famalicão, no Palácio Foz de Arouce.
- Visconde de Seabra, Mogofores
- Barão de Mogofores
- Barão do Cruzeiro, Mogofores

## Geminações
A cidade de Anadia é geminada com as seguintes cidades:
- Boa Vista, Ilha da Boa Vista, Cabo Verde
- Catió, Tombali, Guiné-Bissau
- Diaobé-Kabendou, Kolda, Senegal
- Jūrmala, Região de Riga, Letónia
- São Lourenço dos Órgãos, Ilha de Santiago, Cabo Verde
- Villecresnes, Val-de-Marne, França